# LZ 16 'ZIV'

De ZIV te Luneville, Frankrijk, in 1913

De ZIV was al het zesde luchtschip van het Duitse leger en overschreed per ongeluk in mistig weer de Franse grens op 3 april 1913 en werd 1 dag in Lunéville aan de grond gehouden. Het schip voerde enkele verkenningsvluchten uit tijdens de Eerste Wereldoorlog en ondernam pogingen om Warschau en Ełk (Lyck) in Polen te bombarderen. Is in gebruik geweest als opleidingsschip vanaf 1915 en buiten dienst gesteld in de herfst van 1916.